# Argeliers
Argeliers (okzitanisch Argelièrs) ist eine französische Gemeinde mit 2128 Einwohnern (Stand 1. Januar 2022) im Département Aude in der Region Okzitanien (bis 2015 Languedoc-Roussillon). Sie gehört zum Arrondissement Narbonne und zum Gemeindeverband Le Grand Narbonne.

## Geografie
Die Gemeinde Argeliers liegt 16 Kilometer nordwestlich von Narbonne und 25 Kilometer westlich von Béziers an der Grenze zum Département Hérault.
Der größte Teil des Gemeindegebiets erstreckt sich über die von den Flüssen Cesse und Aude durchzogene Ebene südöstlich der Montagne Noire. Das Gemeindeareal liegt auf etwa 30 bis 40 m Meereshöhe, nur im Westen hat die Gemeinde mit dem 220 m hohen bewaldeten Le Pech einen kleinen Anteil an den letzten Ausläufern der Montagne Noire. Im Osten wird Argeliers vom Canal du Midi berührt, der von Süden kommend und nach einer nach Nordwesten ausladenden 180-Grad-Schleife seine Richtung nach Osten ändert.
Der Ortskern (La Calado) ist durch enge Gassen und dichte Bebauung geprägt, um den Kern wird die Siedlung lichter und in den Außenbereichen herrschen großzügigere Eigenheimsiedlungen vor.
Argeliers grenzt im Norden an Montouliers, im Nordosten an Cruzy, im Südosten an Ouveillan, im Süden an Sallèles-d’Aude und Mirepeisset, im Südwesten an Ginestas sowie im Westen an Bize-Minervois.

## Geschichte
Der Name Argeliers bedeutet so viel wie tonhaltig, was auf umfangreiche Tonvorkommen in der Umgebung hinweist (Ausgrabungsstätte und Töpfermuseum Amphoralis in der Nachbargemeinde Sallèles-d’Aude). Die Tonvorkommen wurden bereits in gallorömischer Zeit abgebaut. Auch der Weinbau in der Region geht auf die Zeit der Gallia Narbonensis zurück. Teile der Bausubstanz im eng bebauten Ortskern stammen aus dem 12. Jahrhundert.

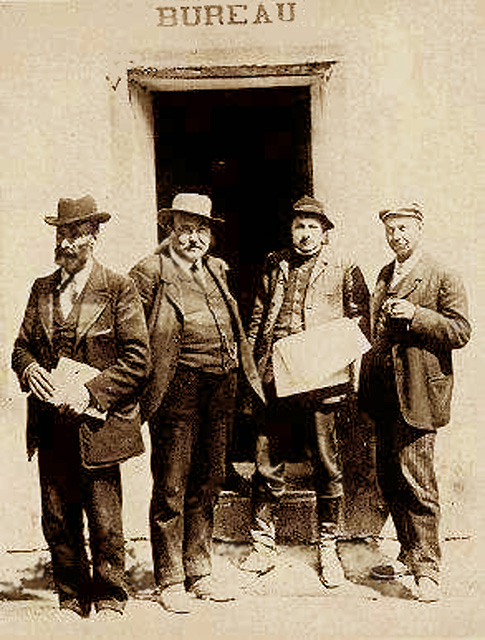
Komitee von Argeliers

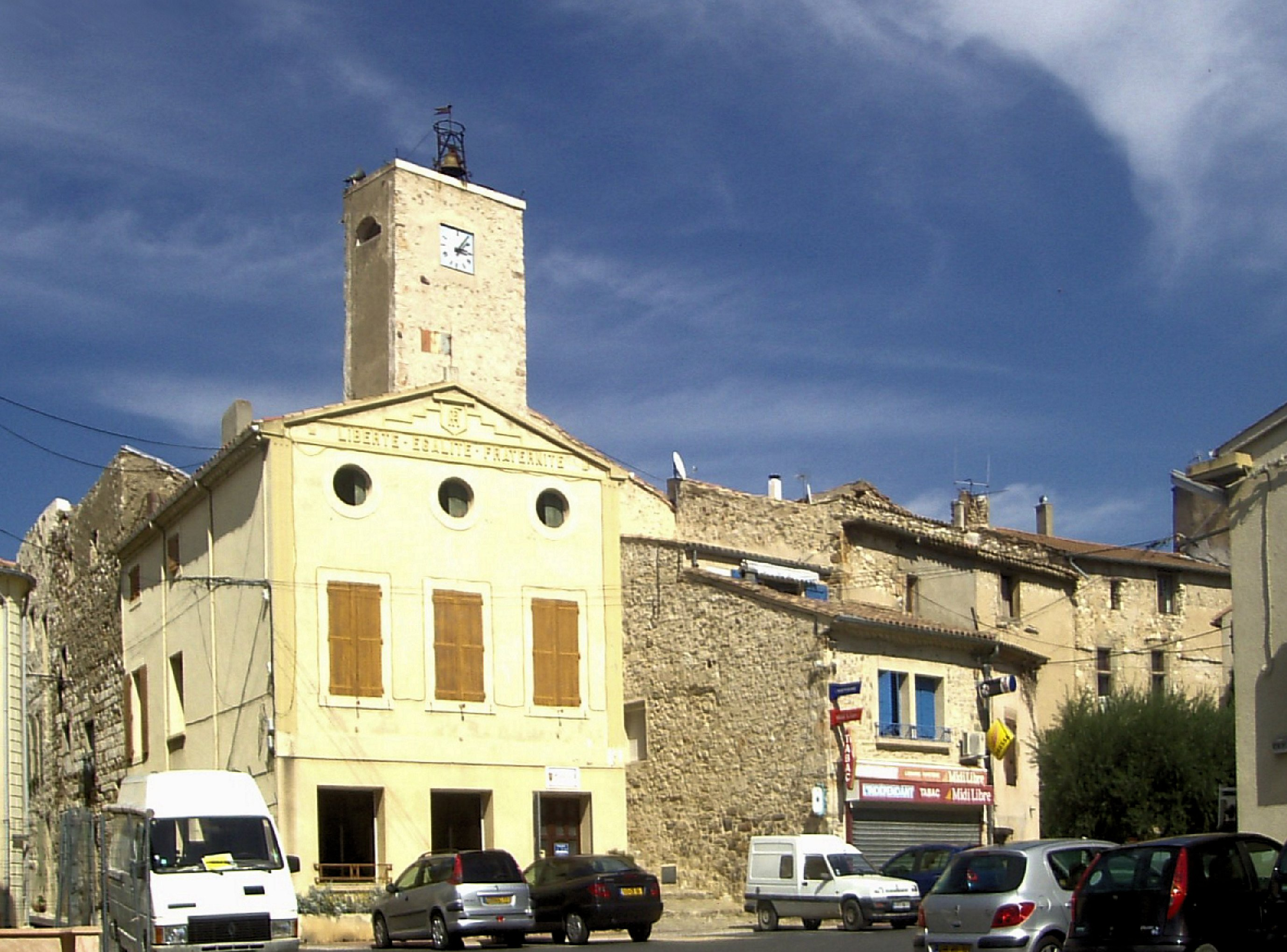
Place de la Mairie

Landesweit wurde Argeliers bekannt als Ausgangspunkt der Winzerrebellion im Languedoc. Das vom Winzer und Café-Besitzer Marcelin Albert (1871–1921) gegründete Comité d’Argeliers, auch Comité de défense viticole genannt, gab am 11. März 1907 das Signal zur Rebellion mit einem Marsch von 87 Winzern nach Narbonne, in der Absicht, zu einem Treffen mit einer Parlamentarierkommission zu kommen. Das Komitee entschied auch, jeden Sonntag Konferenzen und Kundgebungen in der gesamten Region zu organisieren.

## Bevölkerungsentwicklung
| Jahr                       | 1962 | 1968 | 1975 | 1982 | 1990 | 1999 | 2011 | 2021 |
| Einwohner                  | 1107 | 1133 | 1118 | 1218 | 1233 | 1237 | 2111 | 2142 |
| Quellen: Cassini und INSEE |      |      |      |      |      |      |      |      |

## Kultur und Sehenswürdigkeiten
- Kirche Saint-Vincent, mit einem Ölbild von Jacques Gamelin aus der zweiten Hälfte des 18. Jahrhunderts[2]
- Chateau d’Argeliers, als historisches Denkmal (Monument historique) klassifiziert[3]

### Regelmäßige Veranstaltungen
Mitte August findet in Argeliers jedes Jahr ein überregional bekanntes Weinfest statt.

## Wirtschaft und Infrastruktur
Neben kleinen Handwerks- und Dienstleistungsbetrieben ist der Weinbau der Haupterwerbszweig in Argeliers. Der in und um Argeliers kultivierte Wein gehört zum östlichen Teil des großen Weinbaugebietes Minervois. Neben 170 Winzern sind weitere 24 Landwirtschaftsbetriebe in Argeliers ansässig (Anbau von Getreide, Ölsaaten, Gemüse und Obst).

### Verkehrsanbindung
Im Süden der Gemeinde verläuft die Fernstraße von Béziers nach Carcassonne. Über die Nachbargemeinden Ouveillan bzw. Mirepeisset bestehen Straßenverbindungen in die Stadt Narbonne. Die zwischen Argeliers und Mirepeisset verlaufende Bahnstrecke Narbonne–Bize dient seit 1939 noch dem Güterverkehr, seit 1983 wird sie in unregelmäßigen Abständen von Touristenzügen (Train Touristique du Minervois) befahren.

## Belege
1. ↑  Argeliers auf sud-minervois.com. Abgerufen am 9. Juli 2011 (französisch).
2. ↑  Eintrag in der Base Mérimée, einer Datenbank des französischen Kulturministeriums. Abgerufen am 9. Juli 2011 (französisch).
3. ↑  Eintrag auf culture.gouv.fr. Abgerufen am 9. Juli 2011 (französisch).
4. ↑  Landwirtschaftsbetriebe auf annuaire-mairie.fr (französisch)